# عبیده سمارنه
عبیده سمارنه (عربی: عُبَيْدَة السَّمَارنَة؛ زادهٔ ۱۷ فوریهٔ ۱۹۹۲) بازیکن فوتبال اهل اردن است.
از باشگاه‌هایی که در آن بازی کرده‌است می‌توان به باشگاه فوتبال الاهلی (امان) اشاره کرد.
وی همچنین در تیم ملی فوتبال اردن بازی کرده‌است.